# Porttipahta
Porttipahta är en kulle i Finland, belägen intill Porttipahta bassäng i Sodankylä kommun och landskapet Lappland, i den norra delen av landet, 900 km norr om huvudstaden Helsingfors. Toppen på Porttipahta är 322 meter över havet, eller 62 meter över den omgivande terrängen. Bredden vid basen är 2,1 km.
Terrängen runt Porttipahta är huvudsakligen platt.  Trakten runt Porttipahta är nära nog obefolkad, med mindre än två invånare per kvadratkilometer. Det finns inga samhällen i närheten. 